# Piotr Szybajew
Piotr Michajłowicz Szybajew (ros. Пётр Михайлович Шибаев, ur. 1904 w Saratowie, zm. w grudniu 1986 w Rydze) – funkcjonariusz radzieckich służb specjalnych, generał major.
Urodzony w rodzinie biednego rosyjskiego chłopa, w 1919 skończył szkołę w Carycynie (obecnie Wołgograd), od czerwca 1922 do września 1926 pracownik Wydziału Transportowego OGPU w Carycynie, od września 1926 członek WKP(b). Od października 1926 do marca 1927 kursant szkoły pułkowej Armii Czerwonej w Samarze, później żołnierz wojsk OGPU, w latach 1931-1932 rejonowy pełnomocnik GPU w Kraju Niżniewołżańskim, od listopada 1932 do kwietnia 1934 szef rejonowego oddziału GPU w Pietrowsku, od maja 1934 do czerwca 1935 starszy pełnomocnik operacyjny Zawołżańskiego Sektora Operacyjnego GPU/NKWD w Pugaczowie. Od lipca do października 1935 starszy pełnomocnik operacyjny Wydziału Specjalnego NKWD 35 Dywizji Piechoty w Irkucku, od listopada 1935 do lutego 1937 pomocnik szefa oddziału Wydziału Specjalnego NKWD tej dywizji, od 27 czerwca 1936 porucznik bezpieczeństwa państwowego, od lutego 1937 do września 1940 pomocnik szefa i szef oddziału Wydziału Specjalnego NKWD Specjalnej Armii Dalekowschodniej Czerwonego Sztandaru, 13 października 1939 awansowany na kapitana bezpieczeństwa państwowego. Od września 1940 do 8 lipca 1942 szef wydziału, pomocnik szefa i zastępca szefa Wydziału Specjalnego NKWD Frontu Dalekowschodniego, od 8 lipca 1942 do 28 grudnia 1943 szef Wydziału Specjalnego NKWD/Wydziału Kontrwywiadu Smiersz 2 Armii Czerwonego Sztandaru, 11 lutego 1943 awansowany na podpułkownika bezpieczeństwa państwowego, a 26 maja 1943 pułkownika. Od 28 grudnia 1943 do maja 1944 szef Wydziału Kontrwywiadu Smiersz 10 Armii Gwardii Frontu Zachodniego, od maja 1944 do 17 grudnia 1945 szef Zarządu Kontrwywiadu Smiersz 5 Armii Gwardii 1 i 2 Frontu Ukraińskiego, od marca 1946 do września 1950 pracownik Aparatu Doradcy MGB ZSRR przy MBP Polski, od 29 października 1949 starszy instruktor Aparatu Doradcy MGB przy MBP w województwie gdańskim, od września 1950 do stycznia 1951 w rezerwie, od stycznia 1951 do czerwca 1953 zastępca szefa Zarządu Kontrwywiadu MGB/MWD Nadbałtyckiego Okręgu Wojskowego, od października 1953 do kwietnia 1954 zastępca szefa Wydziału Specjalnego MWD Nadbałtyckiego Okręgu Wojskowego, następnie na emeryturze.

## Odznaczenia
- Order Lenina (6 listopada 1946)
- Order Czerwonego Sztandaru (trzykrotnie - 28 października 1943, 3 listopada 1944 i 23 maja 1952)
- Order Wojny Ojczyźnianej I klasy (21 kwietnia 1945)
- Order Wojny Ojczyźnianej II klasy (11 marca 1985)
- Odznaka "Zasłużony Funkcjonariusz NKWD" (2 lutego 1942)
- Odznaka "50 Lat Członkostwa w KPZR"
- Krzyż Wojenny Czechosłowacki 1939 (Czechosłowacja)
- Złoty Krzyż Zasługi (Polska)
- Medal Zwycięstwa i Wolności 1945 (Polska)
- Medal za Odrę, Nysę, Bałtyk (Polska)

I 11 medali ZSRR.